# Cyclodictyon varians
Cyclodictyon varians là một loài rêu trong họ Pilotrichaceae. Loài này được (Sull.) Kuntze mô tả khoa học đầu tiên năm 1891.